# Florence (Mississippi)
Florence é uma cidade  localizada no estado americano de Mississippi, no Condado de Rankin.

## Demografia
Segundo o censo americano de 2000, a sua população era de 2396 habitantes.
Em 2006, foi estimada uma população de 3225, um aumento de 829 (34.6%).

## Geografia
De acordo com o United States Census Bureau tem uma área de
15,2 km², dos quais 15,2 km² cobertos por terra e 0,0 km² cobertos por água. Florence localiza-se a aproximadamente 98 m acima do nível do mar.

## Localidades na vizinhança
O diagrama seguinte representa as localidades num raio de 20 km ao redor de Florence.